# اکبر سنگی
اکبر سنگی (زادهٔ ۹ مرداد ۱۳۳۱ در تهران)، بازیگر سینما و تلویزیون ایران است.

## نقش آفرینی
سنگی را بیشتر با سریال نبردی دیگر در نقش یک فرمانده انتقامجوی عراقی به نام «سرگرد مشعل» می‌شناسند و بیشتر در نقش‌های منفی ظاهر شده‌است.

## فیلم‌شناسی
- یوسف هور
- قلاده‌های طلا
- مرگ کسب‌وکار من است (فیلم)
- مسیح (فیلم)
- مرد نامرئی (فیلم ۱۳۷۴)
- یاران (فیلم ۱۳۷۲)
- آخرین پرواز
- فیل در تاریکی (فیلم)
- مرگ پلنگ
- تفنگ‌های سحرگاه
- کشتی آنجلیکا
- بازداشتگاه (فیلم)
- رنجر

### مجموعه تلویزیونی
- سربداران
- کوچک جنگلی
- امام علی
- نبردی دیگر
- در چشم باد
- معمای شاه
- حکایت‌های کمال
- خوشنام
- ضلع ششم
- شرکت